# Peperomia nebuligaudens
Peperomia nebuligaudens är en pepparväxtart som beskrevs av William Trelease. Peperomia nebuligaudens ingår i släktet peperomior, och familjen pepparväxter. Inga underarter finns listade i Catalogue of Life.